# Église des vrais chrétiens orthodoxes de Grèce - Synode auxentiite
L'Église des vrais chrétiens orthodoxes de Grèce - Synode auxentiite est une Églises orthodoxe vieille-calendariste et traditionalistes de Grèce. L'origine de la rupture est l'adoption par l'Église orthodoxe de Grèce du calendrier julien révisé en 1924.
Le chef de l'Église porte le titre d'Archevêque d'Athènes et de toute la Grèce, avec résidence à Athènes (titulaire actuel : Auxentios II).